# Eparchia Dżubby, Sarby i Dżuniji
Eparchia Dżubby, Sarby i Dżuniji (łac. Eparchia Ioubbensis, Sarbensis et Iuniensis Maronitarum)  – eparchia Kościoła maronickiego w Libanie z siedzibą w Dżuniji. Jest to diecezja właściwa patriarchy maronitów.

## Terytorium
Eparchia Dżubby, Sarby i Dżuniji obejmuje swoim zasięgiem maronitów mieszkających w północno-środkowej części muhafazy Dżabal Lubnan. Na jej terytorium znajduje się sanktuarium Batki Bożej Pani Libanu w Harisie oraz rezydencja maronickiego patriarchy w
Bkerke.

## Historia
Diecezja Sarby została erygowana 11 grudnia 1959 r. bullą Orientalis Ecclesiae Jana XXIII, przez wydzielenie z terytorium eparchii damasceńskiej. W 1980 r. liczyła 65 000 wiernych, 65 kapłanów (w tym 61 diecezjalnych), 80 zakonników i 152 zakonnic. Obejmowała 37 parafii.
Eparchia Dżuniji powstała 4 sierpnia 1977 r. W 1980 r. liczyła 156 060 wiernych, 106 kapłanów (w tym 18 diecezjalnych), 61 zakonników i 223 zakonnice. Obejmowała 64 parafie.
Eparchię Dżubby ustanowiono 2 maja 1986 r. 
9 czerwca 1990 r. połączono diecezję Sarby i eparchię Dżubby z eparchią Batrun, tworząc diecezję patriarszą pod nazwą „eparchia Dżubby, Sarby i Batrun”.
Eparchię Dżubby, Sarby i Batrun odwiedził papież Jan Paweł II (V 1997).
5 czerwca 1999 r. synod biskupów maronickich postanowił, by eparchia Batrum ponownie została wydzielona jako odrębna diecezja, natomiast diecezja patriarchy zaczęła funkcjonować jako „eparchia Dżubby, Sarby i Dżuniji”.

## Biskupi
Biskup Sarby
- Michael Doumith (11 grudnia 1959 – 25 lutego 1989)

Biskup Dżuniji
- Chucrallah Harb (4 sierpnia 1977 – 5 czerwca 1999)

Biskup Dżubby
- Nasrallah Piotr Sfeir (2 maja 1986 – 9 czerwca 1990)

Biskup Dżubby, Sarby i Batrun
- Nasrallah Piotr Sfeir  (9 czerwca 1990 – 5 czerwca 1999)

Biskupi Dżubby, Sarby i Dżuniji
- Nasrallah Piotr Sfeir  (5 czerwca 1999 – 26 lutego 2011)
- Béchara Boutros Raï (od 15 marca 2011)

Biskupi pomocniczy Dżubby, Sarby i Dżuniji
- Guy-Paul Noujaim (9 czerwca 1990 – 16 czerwca 2012, biskup tytularny Caesarea Philippi)
- Maroun Ammar (dla Dżubby, od 16 czerwca 2012, biskup tytularny Canatha)
- Paul Rouhana OLM (dla Sarby, od 16 czerwca 2012, biskup tytularny Antarados)